# Rafael Guillén Martínez

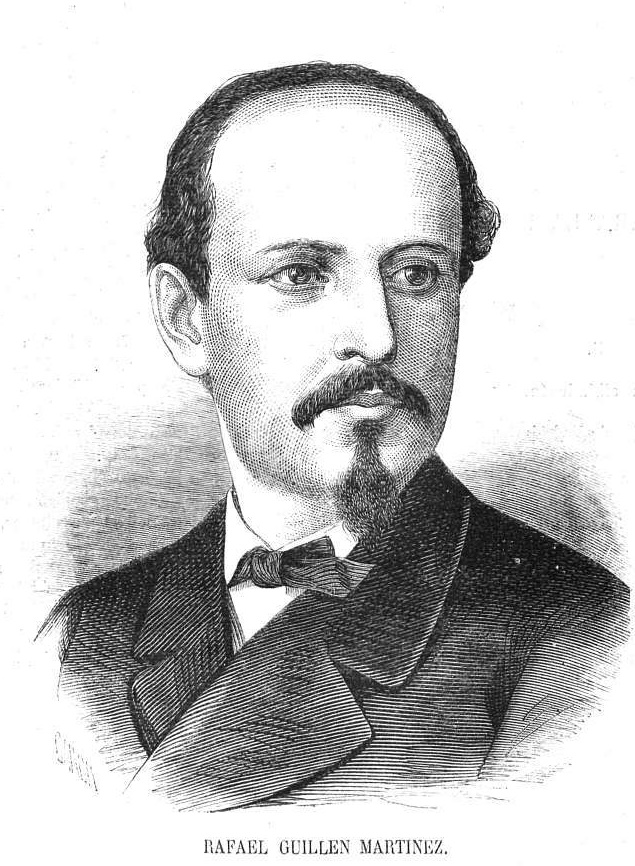
Rafael Guillén Martínez, litografía de Justo García Villamala publicada en el n.º 18 de La Ilustración Republicana Federal, Madrid, 15 de octubre de 1871.

Rafael Guillén Martínez (Cádiz, 1839-Benaoján, 1869), miembro del Partido Republicano Democrático Federal, fue elegido diputado a Cortes Constituyentes por la circunscripción de Cádiz, distrito de Jerez de la Frontera, en las elecciones celebradas el 15 de enero de 1869. Falleció el 15 de octubre del mismo año en las proximidades de Benaoján en un enfrentamiento con el ejército tras el fracasado levantamiento republicano federal de octubre de 1869.

## Biografía

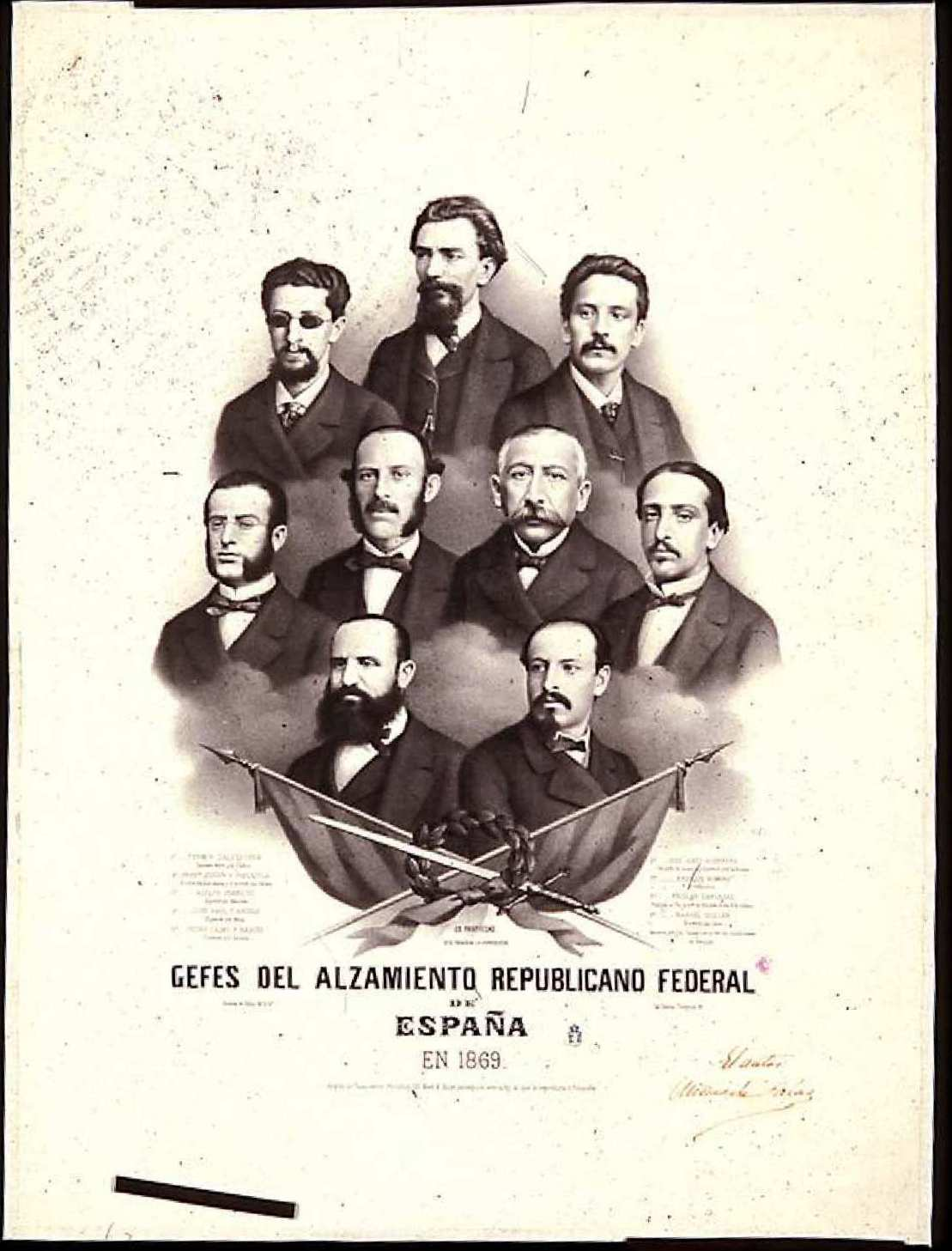
«Gefes (sic) del alzamiento republicano federal de España en 1869»: Fermín Salvochea, Francisco Suñer y Capdevila, Adolfo Joarizti, José Paúl y Angulo, Pedro Caymó y Bascós, José Antonio Guerrero y Ludeña, Enrique Romero Jiménez, Froilán Carvajal, Rafael Guillén. Dibujo y litografía de Andrés de Salas. Biblioteca Nacional de España.

Nacido en Cádiz, hijo de un magistrado de la Audiencia de Barcelona, inició los estudios de medicina que hubo de abandonar al morir su padre y verse obligado a trabajar, colocándose en el taller de fotografía de Bartorelo Quintana, conocido fourierista en cuya trastienda se celebraban tertulias de las que saldrían los dirigentes del republicanismo gaditano. Adscrito a los sectores más radicales del Partido Democrático, participó en la revolución de septiembre de 1868 como miembro de la junta revolucionaria de Jerez de la Frontera y comandante del primer batallón de voluntarios de Cádiz. Fue elegido diputado por el distrito de Jerez de la Frontera en las elecciones celebradas el 15 de enero de 1869, en las que obtuvo 24050 votos sobre un total de 37117 votantes, de un censo de 55551 electores.
Al inclinarse la mayoría gubernamental por la solución monárquica y tras la agitación ocasionada por el intento de reorganizar las milicias desde el Gobierno y la detención del general Blas Pierrad, participó en el alzamiento republicano federal de octubre de 1869, levantando una partida en Cádiz con la que se unió en la sierra de Ubrique a las partidas gaditanas de Fermín Salvochea y José Paúl y Angulo y a la malagueña del cura Romero. En retirada desde el 7 de octubre, tras ser derrotada en las proximidades de Ronda por las fuerzas gubernamentales, la columna de Salvochea quedó disuelta y en dispersión tras una nueva derrota en Jimera de Líbar. Finalmente el 15 de octubre, tras la denuncia de Cristóbal Toro, alcalde de Ubrique, de la posición de Guillén; los soldados del coronel Luque cerca de Benaoján, apresaron a Guillén y asesinaron al joven revolucionario de diecinueve años, Cristóbal Bohórquez, arquitecto e hijo de un veterano republicano fourierista y futuro líder cantonal, que había tratado de socorrer a Guillén, ya herido, sacándolo de la zona de la refriega a la grupa de su caballo. Una vez apresado fue martirizado y llevado ante el coronel Luque al Charco del Moro donde se le pegó dos tiros por la espalda que le penetraron por el hombro y el cuello para ser entregado como trofeo a los soldados que lo desnudaron y lo abandonaron en el campo. Su ropa fue destrozada y luego quemada. Tanto el cuerpo como la ropa de Cristóbal Bohórquez corrieron la misma suerte.
Tras su muerte José Paúl, Salvochea, el diputado Manuel Carrasco Labadía y otros personajes firmaron un manifiesto desde Gibraltar en el que contaron el final de Guillén. Fue publicado en el diario La Igualdad el 2 de diciembre del mismo año.
Tanto Rafael Guillén como Cristóbal Bohórquez están sepultados en la bóveda del cementerio de Benaoján donde fueron enterrados por los vecinos que encontraron sus cuerpos. Estanislao Figueras reclamó que se constituyese una comisión para investigar los crímenes y acusó al coronel Luque de asesinato. Dicha acusación fue calificada por el general Prim de infundada y de ser atentatoria contra el honor de todo el ejército. El ministro de Estado Práxedes Mateo Sagasta acusó a Figueras de calumniador y afirmó que llevaría el asunto a los tribunales. Por su parte el coronel Luque retó a un duelo a Figueras y este aceptó. José Paúl desde Ginebra asumió la responsabilidad de lo dicho por Figueras y se brindó a batirse en duelo con el asesino de Guillén. En marzo de 1871, Pedro Bohórquez el Chico, padre de Cristóbal, asesinó a Cristóbal Toro.